# Szczepan Kupczak
Szczepan Kupczak (29 novembre 1992) è un combinatista nordico polacco.

## Biografia
Attivo in gare FIS dal febbraio del 2010, Kupczak ha esordito in Coppa del Mondo il 30 novembre 2013 a Kuusamo (35º), ai Campionati mondiali a Falun 2015, dove si è classificato 37º nel trampolino normale, e ai Giochi olimpici invernali a Pyeongchang 2018, piazzandosi 39º nel trampolino normale, 25º nel trampolino lungo e 9º nella gara a squadre. Ai Mondiali di Seefeld in Tirol 2019 è stato 18º nel trampolino normale, 25º nel trampolino lungo, 8º nella gara a squadre dal trampolino normale e 8º nella sprint a squadre dal trampolino lungo, mentre a quelli di Oberstdorf 2021 si è classificato 29º nel trampolino normale, 27º nel trampolino lungo e 11º nella sprint a squadre; l'anno dopo ai XXIV Giochi olimpici invernali di Pechino 2022 si è piazzato 34º nel trampolino normale e 35º nel trampolino lungo.

## Palmarès

### Coppa del Mondo
- Miglior piazzamento in classifica generale: 35º nel 2019